# La Herguijuela (Cáceres)
La Herguijuela de Doña Blanca es una finca, reconocida oficialmente como entidad singular de población, situada en el municipio español de Toril, en la provincia de Cáceres, Comunidad Autónoma de Extremadura. Se encuentra en la vega del río Tiétar, y en ella hay una ganadería de toros bravos, un hotel rural y un alcornoque declarado Árbol Singular de Extremadura.

## Demografía
Sus datos de población han sido los siguientes:
- 2002: 30 habitantes
- 2005: 39 habitantes
- 2008: 39 habitantes
- 2011: 35 habitantes
- 2014: 45 habitantes

## Transporte
Se accede a la finca a través de un camino rural que une las carreteras EX-389 y EX-208, pasando por el parque nacional de Monfragüe.